# Archibald Stuart-Wortley
Archibald John Stuart-Wortley (27 mai 1849 - 11 octobre 1905), est un peintre et illustrateur britannique. 

## Biographie
Stuart-Wortley est le fils aîné de l'hon. James Stuart-Wortley, le plus jeune fils de James Stuart-Wortley (1er baron Wharncliffe). Sa mère est l'hon. Jane Stuart-Wortley, fille de Paul Thompson (1er baron Wenlock), tandis que Charles Stuart-Wortley (1er baron Stuart de Wortley) est son frère. 
Principalement peintre de portraits, il demande en 1878 à l'architecte des arts et métiers Edward William Godwin de lui concevoir une maison et un atelier à Chelsea, un quartier à la mode pour les artistes de l'époque. Chelsea Lodge, comme on l'appelait, est situé sur la rue Tite au coin de la rue Dilke et a deux ensembles de pièces et de studios principaux permettant à Stuart-Wortley de le partager avec Carlo Pellegrini, le caricaturiste bien connu. L'arrangement ne semble pas avoir fonctionné et il vend la maison l'année suivante. Stuart-Wortley fait alors construire une autre maison pour lui, Canwell House au no 29 Tite Street, où il a vécu jusqu'en 1885. 
En 1881, l'actrice Nelly Bromley emménage avec lui et le couple se marie en 1884, Stuart-Wortley jouant le rôle de père pour ses quatre enfants. 
Il meurt le 11 octobre 1905 à Uxbridge, Middlesex. Son domaine valait 3 622 £.